# Droga wojewódzka 163
Die Droga wojewódzka 163 (DW 163) ist eine polnische Woiwodschaftsstraße, die in Nord-Süd-Richtung durch die Woiwodschaft Westpommern führt. Bei einer Gesamtlänge von 130 Kilometern verbindet sie die Ostsee bei Kołobrzeg (Kolberg) mit dem pommerschen Hinterland bis hinunter nach Wałcz (Deutsche Krone). Dabei durchzieht die Straße die Kreise Kołobrzeg (Kolberg), Białogard (Belgard), Świdwin (Schivelbein), Drawsko Pomorskie (Dramburg) und Wałcz (Deutsch Krone).
Außerdem stellt die DW 163 eine wichtige Verbindungsstraße zwischen den Landesstraßen DK 11, DK6 (= Europastraße 28), DK 20 und DK 10 dar.
In ihrem gesamten Verlauf benutzt die DW 163 die Trasse der früheren deutschen Reichsstraße 124.

## Streckenverlauf
Woiwodschaft Westpommern
- Powiat Kołobrzeski (Kreis Kolberg):
  - Kołobrzeg (Kolberg) (→ DK 11)
  - Dygowo (Degow)
  - Wrzosowo (Fritzow)

- Powiat Białogardzki (Kreis Belgard):
X Staatsbahn(PKP-)Linie Nr. 404: Szczecinek (Neustettin) – Kołobrzeg X
  - Karlino (Körlin) (→ DK 6 / Europastraße 28)

~ Radew (Radüe) ~
  - Redlino (Redlin)
  - Białogard (Belgard) (→ DW 166)

X PKP-Linie Nr. 202: Stargard (Stargard/Pommern) – Gdańsk (Danzig) X
  - Byszyno (Boissin) (→ DW 169)

~ Parsęta (Persante) ~
- Powiat Świdwiński (Kreis Schivelbein):
  - Tychówko (Woldisch Tychow)
  - Bolkowo (Bolkow)

~ Bukowa (Buckow) ~
  - Buślary (Buslar) (→ DW 152)

X PKP-Linie Nr. 410: Grzmiąca (Gramenz) – Kostrzyn (Küstrin) X
  - Połczyn-Zdrój (Bad Polzin) (→ DW 172 und DW 173)

o Drawski Park Krajobazowy (Dramburger Landschaftsschutzpark) o
- Powiat Drawski (Kreis Dramburg):
  - Kluczewo (Klaushagen)
  - Stare Drawsko (Alt Draheim)
  - Czaplinek (Tempelburg) (→ DW 171, DW 174 und DW 177)

X PKP-Linie Nr. 210: Chojnice (Konitz/Westpreußen) – Runowo (Ruhnow) X
  - Broczyno (Brotzen)
  - Machliny (Machlin)

- Powiat Wałecki (Kreis Deutsch Krone):
  - Golce (Neugolz)

X PKP-Linie Nr. 416: Wałcz (Deutsch Krone) – Wierzchowo (Virchow) X
  - Kłębowiec (Klausdorf)
  - Wałcz (Deutsch Krone) (→ DK 10, DK 22 und DW 178)